# Aluísio Francisco da Luz
Aluísio Francisco da Luz, detto Índio (Cabedelo, 1º marzo 1931 – 19 aprile 2020), è stato un calciatore brasiliano, di ruolo attaccante.

## Biografia
Nato a Cabedelo, nello Stato di Paraíba, si trasferì con la famiglia a Rio de Janeiro quando aveva sette anni, trascorrendovi dunque la seconda parte dell'infanzia e iniziandovi l'attività calcistica.

## Caratteristiche tecniche
Giocava come attaccante, facendosi notare per la sua vena realizzativa.

## Carriera

### Club
In gioventù entro nelle selezioni inferiori del São José, club della città di Rio, entrando poi a far parte del Bangu nel 1947; con quest'ultimo club, però, non riuscì mai a debuttare in prima squadra. Nel 1949 fu il Flamengo a mettere sotto contratto il giocatore, che si rivelò uno dei migliori attaccanti in rosa. Dopo il debutto con gol, le stagioni seguenti furono caratterizzate da una media realizzativa molto alta — a esperienza finita, sarà di 0,65 gol a partita — e dalle vittorie in campionato del Flamengo, che dopo due affermazioni consecutive nel Torneo Início, interruppe il dominio del Vasco da Gama nel campionato statale, inanellando tre titoli in successione (dal 1953 al 1955). Lasciato il club di Rio, si trasferì al Corinthians di San Paolo, vicecampione del campionato Paulista in carica. In due annate superò le cento presenze e le cinquanta reti, guadagnandosi il trasferimento in Europa, allorché l'Espanyol di Barcellona lo acquistò nel 1959. Le sue stagioni in Primera División spagnola ebbero fine nel 1961-1962, poiché al termine di quell'annata il suo club retrocesse in Segunda División. Tornò in Brasile nel 1964, chiudendo la carriera all'América di Rio.

### Nazionale
La sua carriera internazionale iniziò con il campionato del mondo 1954, dove disputò a Berna il quarto di finale perso contro l'Ungheria, e proseguì con le qualificazioni al campionato mondiale di calcio 1958, in cui risultò decisivo: infatti, durante la partita contro il Perù a Lima segnò il gol del pareggio, dopo il vantaggio degli andini, che permise — con una vittoria per uno a zero al Maracanã con gol di Didi — alla sua Nazionale di qualificarsi alla competizione. Nonostante il suo contributo, però, non ottenne dal CT Vicente Feola l'inclusione nella rosa che avrebbe poi vinto il Mondiale, poiché era chiuso da molti giocatori nella sua stessa posizione.
Dopo la morte di Nílton Santos nel novembre 2013 e quella di Cabeção nel gennaio 2020, è stato l'ultimo calciatore brasiliano ad aver disputato il campionato del mondo 1954.

## Palmarès

### Club

#### Competizioni nazionali
- Torneio Início do Rio de Janeiro: 2

Flamengo: 1951, 1952
- Campionato Carioca: 3

Flamengo: 1953, 1954, 1955